# Fédération serbe de tennis
Pour les articles homonymes, voir TSS.
La Fédération serbe de tennis (TSS) (en alphabet cyrillique serbe : Тениски савез Србије ; en alphabet latin serbe : Teniski savez Srbije), est un organisme chargé d'organiser, de coordonner et de promouvoir le tennis en Serbie ainsi que d'autres disciplines connexes. Elle est reconnue par le Ministère de la Jeunesse et du Sport (Serbie) et par la Fédération internationale de tennis (ITF).
Son siège social est situé à Belgrade.